# Nealeurodicus ingae
Nealeurodicus ingae is een halfvleugelig insect uit de familie witte vliegen (Aleyrodidae), onderfamilie Aleurodicinae.
De wetenschappelijke naam van deze soort is voor het eerst geldig gepubliceerd door J.M.Baker in 1937.